# 271 Penthesilea
271 Penthesilea eller A916 GG är en asteroid i huvudbältet, som upptäcktes den 13 oktober 1887 av den ryske astronomen Viktor Knorre. Den namngavs senare efter Penthesileia, som var en amasondrottning i grekisk mytologi.
Penthesileas senaste periheliepassage skedde den 2 april 2018.[Uppdatering behövs] Dess rotationstid har beräknats till 18,79 timmar.